# Tribunale supremo del Principato di Monaco
Il Tribunale supremo del Principato di Monaco è il più alto Tribunale del sistema giudiziario del Principato di Monaco. Ha giurisdizione costituzionale e amministrativa, con poteri tipici di una Corte costituzionale e di una Corte amministrativa suprema.
L'attuale presidente del Tribunale supremo è Didier Linotte.

## Storia
Il Tribunale supremo di Monaco fu creato dalla Costituzione di Monaco del 1911, concessa il 5 gennaio 1911. Questa Costituzione, la prima di Monaco, concessa dal principe Alberto I, aveva lo scopo di stabilire una monarchia costituzionale a Monaco. I principi della Costituzione erano la creazione di un Parlamento, di un governo, delle municipalità e di tribunali indipendenti, che sancissero le libertà e i diritti fondamentali.
Il Tribunale supremo venne creato per garantire le libertà e i diritti fondamentali.
La seconda Costituzione di Monaco, concessa nel 1962, confermò il Tribunale supremo come garante della costituzionalità e della legalità.

## Organizzazione
Il Tribunale supremo è composto da 5 giudici effettivi e 2 giudici supplenti.
Il mandato dei giudici è di 4 anni.
I giudici sono nominati dal Principe su proposta di diversi organi costituzionali:
- Un giudice capo e un giudice supplente sono proposti dal Consiglio Nazionale di Monaco;
- Un giudice titolare e un giudice supplente sono proposti dal Consiglio di Stato;
- Un giudice titolare è proposto dal Consiglio della Corona;
- Un giudice titolare è proposto dalla Court of Appeal;
- Un giudice titolare è proposto dal Tribunale civile di primo grado.

Le proposte consistono in due candidati per ogni posto vacante, la scelta finale spetta al Principe. Il Principe può rifiutare liberamente entrambi i nomi proposti e l'organismo proponente nomina i nuovi candidati.
Il presidente del Tribunale supremo è nominato dal principe.

## Giurisdizione
Il Tribunale supremo ha giurisdizione costituzionale e amministrativa e controlla la costituzionalità delle leggi e la legalità degli atti amministrativi. Le sue competenze includono quelle tipiche di una Corte costituzionale e di una Corte amministrativa suprema.
Il Tribunale supremo è anche competente nel risolvere i conflitti di giurisdizione.

## Composizione
L'attuale composizione del Tribunale supremo è la seguente:
Giudici titolari
- Didier Linotte (Presidente)
- Jean-Michel Lemoyne de Forges (Vicepresidente)
- Jose Savoye
- Martine Luc-Thaler
- Ribes Didier

Giudici supplenti
- Magali Ingall-Montagnier
- Guillaume Drago